# Ley de Aislamiento Político
La Ley de Aislamiento Político fue una controvertida norma jurídica aprobada por el Congreso General Nacional de Libia (CGN) que impedía participar en la vida política del país a cualquier persona que hubiera ejercido un cargo en  la depuesta Yamahiriya de Gadafi hasta pasados 10 años de la asunción de dicho puesto.
La ley fue aprobada el 5 de mayo de 2013 tras la presión de las milicias más revolucionarias que derrocaron al gobernante Gadafi durante la guerra de 2011, que querían castigar a cualquier persona que hubiera colaborado con su gobierno. Para forzar su creación, las milicias presionaron militarmente al Consejo General Nacional.
La norma fue fuertemente criticada, tanto por nostálgicos del antiguo régimen como por sus opositores, dando varios argumentos:
- La ley no tiene en cuenta a quienes desertaron, se exiliaron e incluso lucharon en 2011 para derrocar a Gadafi. Así pues ha afectado a muchas personas que ─aunque desempeñaron algún papel menor en el otro gobierno─ estaban comprometidas con el cambio y, en la mayoría de los casos, eran las que tenían mayor experiencia y práctica política. Es el caso del presidente Mohamed Yousef al-Magariaf, que fue obligado a dimitir por el cargo de embajador que desempeñó, a pesar de que siempre criticó a Gadafi.

- Ha sido vista como una maniobra de los Hermanos Musulmanes para debilitar a la figura del presidente Ali Zeidan y destituir a otros  grandes desertores del régimen pero pioneros en la rebelión como Mahmoud Jabril, con la esperanza de poder llenar el vacío de poder que han dejado.

- Impide la reconciliación nacional, anclando al país a un estado conflictivo y de enfrentamiento entre civiles.

- La destitución de altos mandos de la policía y de las fuerzas armadas supondrá el colapso de la seguridad del país.

En febrero de 2015, teniendo en cuenta estos factores, el nuevo parlamento de la nación africana, la Cámara de Representantes, decidió abolir la ley, si bien siguió estando en vigor de forma factual en las zonas del país que, durante la segunda guerra civil libia estaban bajo control islamista.